# Molí de Castellar
El Molí de Castellar és una obra d'Aguilar de Segarra (Bages) inclosa a l'Inventari del Patrimoni Arquitectònic de Catalunya.

## Descripció
Hi queda el muntatge d'una mola i porta d'accés adovellada amb arc de mig punt, la qual no es veu per trobar-se dintre una ampliació de l'edifici de l'any 1881. Per darrere hi ha la bassa plena d'aigua amb el seu cacau rodó, davant l'edifici s'hi troba una font pública feta amb una pedra de mola que duu l'any 1756.